# Peenebrücke Wolgast
Peenebrücke Wolgast – most przez Pianę położony w Niemczech, w kraju związkowym Meklemburgia-Pomorze Przednie, w powiecie Vorpommern-Greifswald w miejscowości Wolgast. Łączy wyspę Uznam ze stałym lądem. Przez most przebiegają droga federalna B111 oraz linia kolejowa Züssow – Wolgast Hafen.

## Historia

### Pierwszy most
Pierwsze plany budowy stałego mostu na Pianie pojawiły się około 1920 roku. Ze względu na ciągle rosnący ruch samochodów do kurortów na wyspie Uznam przestarzały prom parowy był coraz bardziej przeciążony. W 1930 roku obliczono, że prom przewiózł 223 685 osób, 16 702 samochody, 3505 motocykli oraz 7970 furmanek. Projektowany nowy most miał umożliwić handlowcom z Wolgastu lepszy dostęp do atrakcyjnych rynków nadbałtyckich kurortów oraz pomóc podnieść się w czasie globalnego kryzysu gospodarczego, który miał miejsce w tamtych czasach. Całkowity koszt budowy mostu w tym czasie oszacowano na 1 460 000 reichsmark. Po długich sporach dotyczących finansowania budowy, w lecie 1933 rozpoczęto wznoszenie mostu, który został zakończony pomimo niekorzystnych warunków atmosferycznych w ciągu roku. Most został otwarty 24 czerwca 1934.
Pod koniec kwietnia 1945 roku most został wysadzony przez wycofujące się wojska Wermachtu. W ciągu pięciu lat zabezpieczono jego pozostałości oraz odbudowano wysadzone elementy. 27 marca 1950 ówczesny burmistrz Backhaus ponownie otworzył most dla ruchu. Budowla otrzymała nazwę Most Przyjaźni. Przez około 40 lat most spełniał swoją funkcję jako głównego traktu wyspy Uznam. Stale rosnący ruch samochodów spowodował, że stan mostu na początku lat 90. gwałtownie się pogorszył wymusiło to wprowadzenie ograniczeń prędkości oraz obciążenia. 

### Drugi most
Nowy most został wzniesiony w latach 1994–1996 tuż obok starego mostu, który został rozebrany po zakończeniu budowy nowego. Elementy starej infrastruktury zostały przekształcone w terminal informacyjny, który znajduje się na placu portowym. W przeciwieństwie do swojego poprzednika, nowy most został zaprojektowany tak, by można było prowadzić po nim ruch kolejowy. Dla uruchomienia połączeń przez most musiał zostać przebudowany podjazd od strony wyspy. W 2000 po raz pierwszy od czasu zniszczenia mostu w Karnin (1945) pociąg z wyspy Uznam przejechał na stały ląd.

## Dane techniczne

Klapa mostu w pozycji zamkniętej

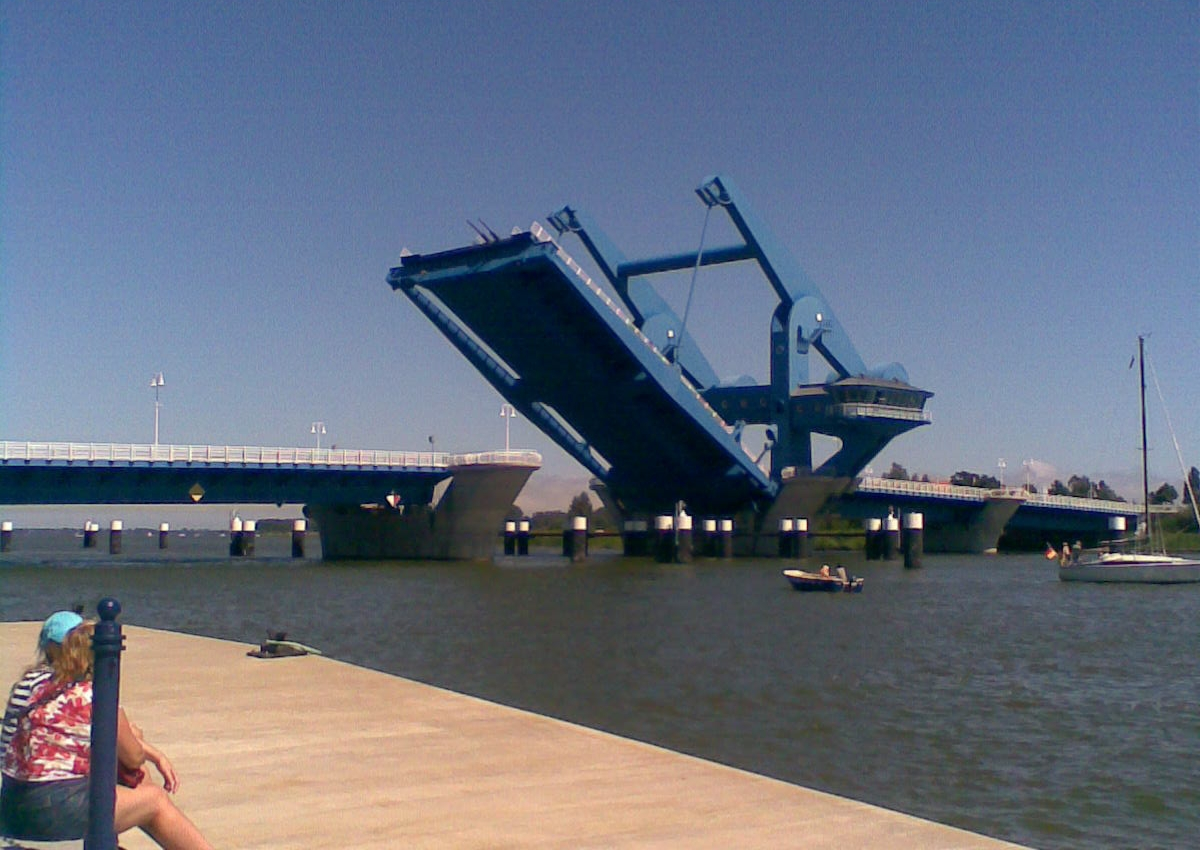
Klapa mostu w pozycji otwartej

Klapa nowego mostu ma 19 m szerokości i 42 m długości oraz jest podnoszona przez 45 kW silniki. Przeciwwaga mostu ze względu na swój niebieski kolor jest widoczna daleka. Podniesienie przęsła zwodzonego otwiera kanał żeglugowy o szerokości 30,75 metra. Całkowita długość konstrukcji mostu to 247 m. Do jego budowy zużyto 2289 ton stali a koszt budowy wyniósł 104 miliony marek niemieckich.